# Et la cavalerie arriva
Et la cavalerie arriva (France) ou Les Tuques de la guerre (Québec) (The Bart of War) est le 21e épisode de la saison 14 de la série télévisée d'animation Les Simpson.

## Synopsis
Après avoir saccagé la maison de Ned Flanders, Bart et Milhouse sont respectivement envoyés dans les camps des "Guerriers indiens préados" et des "Juniors de la Cavalerie". S'ensuit une guerre entre les deux clans, pour montrer qui sont les meilleurs citoyens...